# Кетиньи
Кетиньи́ (фр. Quetigny) — коммуна во Франции, находится в регионе Бургундия. Департамент коммуны — Кот-д’Ор. Входит в состав кантона Дижон 2-й кантон. Округ коммуны — Дижон.
Код INSEE коммуны — 21515.

## Население
Население коммуны на 2010 год составляло 9752 человека.
| 1962 | 1968 | 1975 | 1982 | 1990 | 1999 | 2010 |
| ---- | ---- | ---- | ---- | ---- | ---- | ---- |
| 481  | 1219 | 4596 | 7292 | 9230 | 9409 | 9752 |

## Экономика
В 2010 году среди 6753 человек трудоспособного возраста (15—64 лет) 4933 были экономически активными, 1820 — неактивными (показатель активности — 73,0 %, в 1999 году было 70,8 %). Из 4933 активных жителей работали 4383 человека (2172 мужчины и 2211 женщин), безработных было 550 (285 мужчин и 265 женщин). Среди 1820 неактивных 843 человека были учениками или студентами, 602 — пенсионерами, 375 были неактивными по другим причинам.

## Известные уроженцы и жители
- Сид-Ахмед Бузиан — футболист, выступающий за Серветт

## Города-побратимы
- Бус (Саар)